# Oezbekistan op de Olympische Zomerspelen 2016
Oezbekistan nam deel aan de Olympische Zomerspelen 2016 in Rio de Janeiro, Brazilië. De selectie bestond uit 70 atleten, actief in 15 verschillende sporten – Oezbekistan was vooral in vechtsporten goed vertegenwoordigd – en was daarmee groter dan vier jaar eerder. Bokser Bahodir Jalolov droeg de Oezbeekse vlag tijdens de openingsceremonie. Oezbekistan won viermaal goud op de Spelen van 2016, driemaal in het boksen en eenmaal in het gewichtheffen. In het bokstoernooi wonnen de Oezbeekse atleten nog vier medailles, waardoor het land bovenaan in de medaillespiegel van de sport eindigde. Alle dertien medailles werden gewonnen door mannelijke atleten; geen van de vrouwen eindigde op het podium.

## Medailleoverzicht
| Sport         | Olympiër              | Discipline               | Medaille |
| ------------- | --------------------- | ------------------------ | -------- |
| Boksen        | Hasanboy Doesmatov    | –49kg (m)                | Goud     |
| Boksen        | Shakhobidin Zoirov    | –52kg (m)                | Goud     |
| Boksen        | Fazliddin Gaibnazarov | –64kg (m)                | Goud     |
| Gewichtheffen | Ruslan Nurudinov      | –105kg (m)               | Goud     |
| Boksen        | Shakhram Giyasov      | –69kg (m)                | Zilver   |
| Boksen        | Bektemir Melikuzijev  | –75kg (m)                | Zilver   |
| Boksen        | Elmurat Tasmuradov    | –59kg (m)                | Brons    |
| Boksen        | Rustam Tulaganov      | –91kg (m)                | Brons    |
| Judo          | Diyorbek Oerozbojev   | –60kg (m)                | Brons    |
| Judo          | Rishod Sobirov        | –66kg (m)                | Brons    |
| Worstelen     | Elmurat Tasmuradov    | –59kg Grieks-Romeins (m) | Brons    |
| Worstelen     | Ikhtiyor Navruzov     | –65kg vrije stijl (m)    | Brons    |
| Worstelen     | Magomed Ibragimov     | –97kg vrije stijl (m)    | Brons    |

## Deelnemers en resultaten
(m) = mannen, (v) = vrouwen 

### Atletiek
| Olympiër              | Discipline             | Resultaat | Prestatie                                                                                                |
| --------------------- | ---------------------- | --------- | --- |
| Andrej Petrov         | marathon (m)           | DNF       | DNF |
| Ruslan Kurbanov       | hink-stap-springen (m) | 40e       | kwalificatie groep B: NM                                                                                 |
| Bobur Shokirjonov     | speerwerpen (m)        | 37e       | kwalificatie groep A: NM                                                                                 |
| Ivan Zajtsev          | speerwerpen (m)        | 26e       | kwalificatie groep B: 13de met 77,83m                                                                    |
| Suhrob Khodjajev      | kogelslingeren (m)     | 23e       | kwalificatie groep B: 14de met 70,11m                                                                    |
| Leonid Andrejev       | tienkamp (m)           | DNF       | 100m: 30ste in 11,29 verspringen: 31ste met 6,60m kogelstoten: 7de met 14,86m hoogspringen: niet gestart |
|                       |                        |           | |
| Nigina Sjaripova      | 100m (v)               | 49e       | serie 5: 6de in 11,68                                                                                    |
| Nigina Sjaripova      | 200m (v)               | 43e       | serie 6: 6de in 23,33                                                                                    |
| Ekaterina Tunguskova  | 10000m (v)             | DNF       | DNF |
| Sitora Hamidova       | 10000m (v)             | 24e       | 31.57,77 (NR)                                                                                            |
| Valentina Kibalnikova | 100m horden (v)        | 39e       | serie 6: 6de in 13,29                                                                                    |
| Nataliya Asanova      | 400m horden (v)        | 46e       | serie 5: 8ste in 1.02,37                                                                                 |
| Sitora Hamidova       | marathon (v)           | 54e       | 2:39.45                                                                                                  |
| Marina Hmelevskaya    | marathon (v)           | 77e       | 2:45.06                                                                                                  |
| Joelia Tarasova       | verspringen (v)        | 29e       | kwalificatie groep A: 15de met 6,16m                                                                     |
| Nadiya Dusanova       | hoogspringen (v)       | 20e       | kwalificatie groep A: 10de met 1,92m                                                                     |
| Svetlana Radzivil     | hoogspringen (v)       | 13e       | kwalificatie groep B: 1ste met 1,94m finale: 13de met 1,88m                                              |
| Ekaterina Voronina    | zevenkamp (v)          | DNF       | 100m horden: 29ste in 15,21 hoogspringen: 28ste met 1,68m kogelstoten: niet gestart                      |

### Boksen
| Olympiër                | Discipline | Resultaat | Prestatie |
| ----------------------- | ---------- | --------- | --- |
| Hasanboy Doesmatov      | –49kg (m)  | Goud      | 1ste ronde: vrij 2de ronde: W van MEX Velázquez: 3–0 kwartfinale: W van KAZ Zhakypov: 3–0 halve finale: W van USA Hernández: 3–0 finale: W van COL Martínez: 3–0                    |
| Shakhobidin Zoirov      | –52kg (m)  | Goud      | 1ste ronde: W van IRL Irvine: 3-0 2de ronde: W van USA Vargas: 3–0 kwartfinale: W van AZE Mamishzada: 3–0 halve finale: W van VEN Finol: 3–0 finale: W van RUS Alojan: 3–0          |
| Murodjon Akhmadalijev   | –56kg (m)  | Brons     | 1ste ronde: vrij 2de ronde: W van KAZ Yeraliyev: 3–0 kwartfinale: W van ARG Melián: tko halve finale: V van CUB Ramírez: 0–3                                                        |
| Hurshid Tojibajev       | –60kg (m)  | 5e        | 1ste ronde: W van QAT Erşeker: 3-0 2de ronde: W van GBR Cordina: 2–0 kwartfinale: V van BRA Conceição: 0–3                                                                          |
| Fazliddin Gaibnazarov   | –64kg (m)  | Goud      | 1ste ronde: W van CGO Malonga: tko 2de ronde: W van IND Kumar: 3–0 kwartfinale: W van USA Russell: 2–1 halve finale: W van RUS Doenajtsev: 2–1 finale: W van AZE Sotomayor: 2–1     |
| Shakhram Giyasov        | –69kg (m)  | Zilver    | 1ste ronde: W van ESP Sissokho: 3–0 2de ronde: W van LTU Stanionis: 3–0 kwartfinale: W van CUB Iglesias: 3–0 halve finale: W van MAR Rabii: 3–0 finale: V van KAZ Jeleoessinov: 0–3 |
| Bektemir Melikuzijev VS | –75kg (m)  | Zilver    | 1ste ronde: vrij 2de ronde: W van AUS Lewis: 3–0 kwartfinale: W van IND Yadav: 3–0 halve finale: W van MEX Rodríguez: 3–0 finale: V van CUB López: 0–3                              |
| Elshod Rasulov          | –81kg (m)  | 9e        | 1ste ronde: vrij 2de ronde: V van GBR Buatsi: ko |
| Rustam Tulaganov        | –91kg (m)  | Brons     | 1ste ronde: vrij 2de ronde: W van ECU Castillo: 3–0 kwartfinale: W van AZE Abdullayev: 3–0 halve finale: V van RUS Tisjtsjenko: 0–3                                                 |
| Bahodir Jalolov VO      | +91kg (m)  | 5e        | 1ste ronde: vrij 2de ronde: W van VEN Muñoz: ko kwartfinale: V vab GBR Joyce: 0–3                                                                                                   |
|                         |            |           | |
| Jodgoroj Mirzajeva      | –51kg (v)  | 9e        | 1ste ronde: V van CAN Bujold: 0–3 |

### Gewichtheffen
| Olympiër              | Discipline | Resultaat | Prestatie                                                         |
| --------------------- | ---------- | --------- | ----------------------------------------------------------------- |
| Doston Yokubov        | –69kg (m)  | 15e       | trekken: 17de met 137kg stoten: 11de met 176kg totaal: 313kg      |
| Ruslan Nurudinov      | –105kg (m) | Goud      | trekken: 1ste met 194kg stoten: 1ste met 237kg (OR) totaal: 431kg |
| Ivan Efremov          | –105kg (m) | 5e        | trekken: 1ste met 194kg stoten: 6de met 220kg totaal: 414kg       |
| Sardorbek Dustmurotov | +105kg (m) | 11e       | trekken: 19de met 179kg stoten: 9de met 232kg totaal: 411kg       |
| Rustam Djangabaev     | +105kg (m) | 6e        | trekken: 5de met 195kg stoten: 7de met 237kg totaal: 432kg        |

### Gymnastiek
| Olympiër                                                                          | Discipline               | Resultaat | Prestatie |
| Ritmisch                                                                          | Ritmisch                 | Ritmisch  | Ritmisch |
| --------------------------------------------------------------------------------- | ------------------------ | --------- | --- |
| Anastasiya Serdyukova                                                             | individueel (v)          | 17e       | kwalificatie: 17de hoepel: 16de met 17,166 punten bal: 17de met 17,100 punten knotsen: 17de met 17,316 punten linten: 16de met 16,908 punten totaal: 68,490 punten |
| Samira Amirova Valeriya Davidova Luiza Ganieva Zarina Kurbonova Marta Rostoburova | team (v)                 | 12e       | kwalificatie: 12de 5 linten: 13de met 14,416 punten 3 knotsen, 2 hoepels: 9de met 16,750 punten totaal: 31,160 punten                                              |
| Trampoline                                                                        |                          |           | |
| Ekaterina Khilko                                                                  | vrouwen                  | 12e       | kwalificatie: 12de met 97,525 punten |
| Turnen                                                                            |                          |           | |
| Anton Fokin                                                                       | brug (m)                 | 12e       | kwalificatie: 12de met 15,466 punten |
| Anton Fokin                                                                       | paard voltige (m)        | 28e       | kwalificatie: 28ste met 14,333 punten |
| Anton Fokin                                                                       | rekstok (m)              | 48e       | kwalificatie: 48ste met 13,866 punten |
| Anton Fokin                                                                       | ringen (m)               | 48e       | kwalificatie: 48ste met 13,966 punten |
| Anton Fokin                                                                       | vloer (m)                | 71e       | kwalificatie: 71ste met 11,800 punten |
| Anton Fokin                                                                       | meerkamp individueel (m) | 37e       | kwalificatie: 37ste met 83,831 punten |
|                                                                                   |                          |           | |
| Oksana Tsjoesovitina                                                              | balk (v)                 | 50e       | kwalificatie: 50ste met 13,300 punten |
| Oksana Tsjoesovitina                                                              | sprong (v)               | 7e        | kwalificatie: 5de met 14,999 punten finale: 7de met 14,833 punten                                                                                                  |

### Judo
| Olympiër            | Discipline | Resultaat | Prestatie |
| ------------------- | ---------- | --------- | --- |
| Diyorbek Oerozbojev | –60kg (m)  | Brons     | 1ste ronde: vrij 2de ronde: W van AUS Katz: ippon 3de ronde: W van SUI Chammartin: waza-ari kwartfinale: V van KAZ Smetov: yuko herkansingen: W van BRA Kitadai: ippon bronzen finale: W van GEO Papinasjvili: yuko |
| Rishod Sobirov      | –66kg (m)  | Brons     | 1ste ronde: vrij 2de ronde: W van BLR Shershan: yuko 3de ronde: W van ARU Mata: ippon kwartfinale: V van KOR An: waza-ari herkansingen: W van DOM Mateo: ippon bronzen finale: W van SLO Gomboč: ippon              |
| Mirali Sharipov     | –73kg (m)  | 17e       | 1ste ronde: vrij 2de ronde: V van NED Elmont: waza-ari |
| Shakhzod Sobirov    | –81kg (m)  | 9e        | 1ste ronde: vrij 2de ronde: W van FIJ Naulu: ippon 3de ronde: V van USA Stevens: ippon |
| Sherali Jurajev     | –90kg (m)  | 17e       | 1ste ronde: W van ALG Benamadi: ippon 2de ronde: V van SWE Nymab: ippon |
| Soyib Kurbanov      | –100kg (m) | 33e       | 1ste ronde: V van UKR Blosjenko: ippon |
| Abdullo Tangriev    | +100kg (m) | 5e        | 1ste ronde: W van SAM Sua: ippon 2de ronde: W van ROU Nateau: ippon kwartfinale: W van KGZ Krakovetskii: ippon halve finale: V van JPN Harasawa: ippon bronzen finale: V van BRA Silva: yuko                        |
|                     |            |           | |
| Gulnoza Matniyazova | –70kg (v)  | 17e       | 1ste ronde: V van POL Kłys: shido |

### Kanovaren
| Olympiër                        | Discipline    | Resultaat | Prestatie                                                                          |
| ------------------------------- | ------------- | --------- | ---------------------------------------------------------------------------------- |
| Gerasim Kotsjnev                | C-1 1000m (m) | 7e        | serie 3: 2de in 4.08,127 halve finale 1: 3de in 3.59,489 finale: 7de in 4.04,205   |
| Aleksej Motsjalov               | K-1 1000m (m) | 11e       | serie 3: 4de in 3.34,469 halve finale 2: 5de in 3.36,968 finale B: 4de in 3.34,807 |
| Gerasim Kotsjnev Serik Mirbekov | C-2 1000m (m) | 8e        | serie 2: 6de in 4.00,330 halve finale 2: 2de in 3.40,772 finale: 8ste in 3.52,920  |
|                                 |               |           |                                                                                    |
| Olga Umaralijeva                | K-1 200m (v)  | 25e       | serie 4: 7de in 45.525                                                             |

### Roeien
| Olympiër              | Discipline | Resultaat | Prestatie |
| --------------------- | ---------- | --------- | --- |
| Shakhboz Kholmurzajev | skiff (m)  | 22e       | serie 3: 4de in 7.25,03 herkansingen: 3de in 7.14,58 kwartfinale 1: 6de in 7.09,99 halve finale C/D: 4de in 7.26,04 finale D: 4de in 7.04,78 |

### Schietsport
| Olympiër         | Discipline          | Resultaat | Prestatie                                                                  |
| ---------------- | ------------------- | --------- | -------------------------------------------------------------------------- |
| Vadim Skorovarov | 10m luchtgeweer (m) | 28e       | kwalificatie: 28ste met 620,9 punten (102,9-102,6-105,3-102,4-104,5-103,2) |

### Taekwondo
| Olympiër            | Discipline | Resultaat | Prestatie |
| ------------------- | ---------- | --------- | --- |
| Nikita Rafalovich   | –80kg (m)  | 11ee      | voorronde: V van TUN Oueslati: 8–11 |
| Dmitriy Shokin      | +80kg (m)  | 5e        | voorronde: W van CHN Qiao: 15–8 kwartfinale: W van CUB Castillo: 1–1SD halve finale: V van NIG Issoufou: 2–8 bronzen finale: V van KOR Cha: 3–4SD |
|                     |            |           | |
| Nigora Tursunkulova | –67kg (v)  | 9e        | voorronde: W van SWE Johansson: 2–2 kwartfinale: V van AZE Azizova: 1–5                                                                           |

### Tafeltennis
| Olympiër        | Discipline    | Resultaat | Prestatie |
| --------------- | ------------- | --------- | --- |
| Zokhid Kenjajev | enkelspel (m) | 33e       | voorronde: vrij 1ste ronde: W van CZE Jančařík: 4-2 (8–11, 11–2, 13–11, 11–6, 8–11, 11–9) 2de ronde: V van GBR Pitchford: 0-4 (3–11, 10–12, 11–8, 7–11, 4–11) |

### Tennis
| Olympiër      | Discipline    | Resultaat | Prestatie                              |
| ------------- | ------------- | --------- | -------------------------------------- |
| Denis Istomin | enkelspel (m) | 33e       | 1ste ronde: V van ESP Ferrer: 2–6, 1–6 |

### Worstelen
| Olympiër             | Discipline  | Resultaat   | Prestatie |
| Vrije stijl          | Vrije stijl | Vrije stijl | Vrije stijl |
| -------------------- | ----------- | ----------- | --- |
| Abbos Rakhmonov      | –57kg (m)   | 18e         | kwalificatie: V van CUB Bonne: 0–4 |
| Ikhtiyor Navruzov    | –65kg (m)   | Brons       | kwalificatie: vrij 1ste ronde: W van BRN Batirov: 3-1 kwartfinale: W van PUR Gómez: 3-1 halve finale: V van RUS Ramonov: 1-4 bronzen final: W van MGL Mandakhnara: 3-1                     |
| Bekzod Abdurakhmonov | –74kg (m)   | 5e          | kwalificatie: vrij 1ste ronde: V van RUS Gedoejev: 1-3 herkansingen: W van USA Burroughs: 4-1 bronzen finale: V van AZE Hasanov: 1-3                                                       |
| Magomed Ibragimov    | –97kg (m)   | Brons       | kwalificatie: W van GBS Buassat: 5-0 2de ronde: W van NGR Tamarau: 4-0 kwartfinale: V van AZE Gazynmov: 1-3 herkansingen: W van IRI Yazdani: 5–0 bronzen finale: W van UKR Andrijtsev: 3-1 |
| Grieks-Romeins       |             |             | |
| Elmurat Tasmuradov   | –59kg (m)   | Brons       | kwalificatie: vrij 1ste ronde: W van SRB Fris: 3-1 kwartfinale: W van PRK Yun: 3-0 halve finale: V van CUB Borrero: 1-3 bronzen finale: W van KGZ Eralijev: 3-1                            |
| Dilshod Turdijev     | –75kg (m)   | 14e         | kwalificatie: vrij 1ste ronde: V van SRB Nemeš: 1-3 |
| Rustam Assakalov     | –85kg (m)   | 8e          | kwalificatie: vrij 1ste ronde: W van USA Provisor: 3-1 kwartfinale: V van HUN Lőrincz: 1-3                                                                                                 |
| Muminjon Abdullajev  | –130kg (m)  | 15e         | kwalificatie: vrij 1ste ronde: V van RUS Semenov: 0–3 |

### Zwemmen
| Olympiër           | Discipline          | Resultaat | Prestatie                |
| ------------------ | ------------------- | --------- | ------------------------ |
| Vladislav Mustafin | 100m schoolslag (m) | 34e       | serie 3: 6de in 1.01,66  |
|                    |                     |           |                          |
| Ranohon Amanova    | 200m wisselslag (v) | 38e       | serie 3: 8ste in 2.18,97 |
| Ranohon Amanova    | 400m wisselslag (v) | 33e       | serie 2: 6de in 4.52,15  |